# Mauricio Hirsch (Buenos Aires)
Mauricio Hirsch es una localidad de la provincia de Buenos Aires, Argentina, perteneciente al partido de Carlos Casares.

## Ubicación
Se encuentra a 21 km al noroeste de la ciudad de Carlos Casares, accediéndose por la ruta provincial 50.

## Historia y toponimia

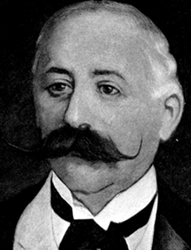
Moritz von Hirsch fue uno de los principales benefactores de la región.

El pueblo de Mauricio Hirsch fue fundado en 1913, el mismo día que la estación del Ferrocarril Provincial de Buenos Aires. Le debe su nombre a Moritz von Hirsch auf Gereuth, castellanizado como Mauricio Hirsch y más conocido como Barón Hirsch, un empresario y filántropo judío-alemán que fue un importante benefactor de la región.
Primero fueron adquiridas 24.654 hectáreas a través de la Jewish Colonization Association (J.C.A), posteriormente otras 211 hectáreas más.
Al costado de la Laguna de Algarrobos se levantaron: la administración de la J.C.A, el cementerio, el hospital, la escuela, la sinagoga, y las carpas donde se alojaban a los primeros pobladores.

## Educación
El pueblo cuenta con una escuela primaria, la Escuela Nº6. Sin embargo, los alumnos deben trasladarse hasta las localidades de Moctezuma, Smith o Carlos Casares para realizar sus estudios secundarios.

## Población
La localidad de Hirsch cuenta con 76 habitantes (Indec, 2010), lo que representa un descenso del 17% frente a los 92 habitantes (Indec, 2001) del censo anterior.
| Gráfica de evolución demográfica de Mauricio Hirsch entre 1991 y 2010 |
|                                                                       |
| Fuente: Censos nacionales del INDEC                                   |